# Битва при Мейкене
Битва при Мейкене (также битва при Хэтфилде; валл. Brwydr Meicen, англ. Battle of Hatfield Chase) — сражение, состоявшееся 12 октября 633 года между соединённым войском королей Пенды Мерсийского и Кадваллона Гвинедского с одной стороны и войском короля Нортумбрии Эдвина Святого с другой.
В 631 году был создан гвинедо-мерсийский союз, направленный против Нортумбрии. В 632 году в битве при Кефн Диголле союзникам удалось освободить территорию Гвинеда от нортумбрийских захватчиков. Позднее гвинедцами был возвращён остров Инис Мон.
В 633 году армия союзников и армия Нортумбрии под командованием святого Эдвина, который был соперником Кадваллона ап Кадвана с детства, встретились на полях Хэтфилда. В результате битвы нортумбрийское войско потерпело поражение, король Эдвин Святой, вместе с сыновьями Осфритом и Эдфритом, пал в бою.